# Petauroides armillatus
Petauroides armillatus (лат.) — вид сумчатых рода Petauroides семейства кольцехвостых кускусов отряда двурезцовых сумчатых. Впервые был описан Олдфилдом Томасом в 1923 году. До 2020 года рассматривался как подвид гигантского летучего кускуса, пока в генетическом исследовании не было доказано морфологическое и генетическое различие, вследствие чего был выделен в отдельный вид. Обитает только в Австралии, преимущественно в центральных регионах.

## Таксономия
Первоначально Petauroides armillatus был описан как подвид гигантского летучего кускуса Олдфилдом Томасом в 1923 году. Вскоре был синонимизирован с подвидом P. volans minor в 1934 году, вместе с этим был изменён род — Schoinobates, синоним стал именоваться Schoinobates armillatus. Однако в 1982 году принадлежность к роду Petauroides была восстановлена. Теория о том, что P. armillatus и гигантский летучий кускус морфологически и генетически различны вызывала споры, ввиду отсутствия каких-либо весомых подтверждений, в том числе генетических исследований. В 2020 году было опубликовано генетическое исследование, в котором было доказано, что гигантский летучий кускус, P. armillatus и P. minor являются трёмя разными видами.

## Ареал
Обитает только в Австралии, преимущественно в центральных регионах. Ареал вида простирается от северной части города Таунсвилл к югу до национального парка Эунгелла; генетический анализ показал, что вид, возможно, может обитать ещё южнее, до города Брисбен и южнее.